# Hettlingen
Hettlingen é uma comuna da Suíça, no Cantão Zurique, com cerca de 2.872 habitantes. Estende-se por uma área de 5,87 km², de densidade populacional de 489 hab/km². Confina com as seguintes comunas: Dägerlen, Henggart, Neftenbach, Seuzach, Winterthur.
A língua oficial nesta comuna é o Alemão.